# Home Alone (soundtrack)
Home Alone (Original Motion Picture Soundtrack) is de originele soundtrack, gecomponeerd en gedirigeerd door John Williams voor de film Home Alone uit 1990 van Chris Columbus. Het album werd uitgebracht op 4 december 1990 door CBS Masterworks.
Columbus hoopte aanvankelijk dat Bruce Broughton de film zou componeren, en op vroege posters werd hij als de componist vermeld. Broughton had het echter druk met The Rescuers Down Under (1990) en moest op het laatste moment afzeggen. Columbus kon later contact opnemen met Steven Spielberg, die hem hielp contact op te nemen met John Williams om de uiteindelijke filmmuziek te componeren. Traditionele kerstliederen, zoals "O Holy Night" en "Carol of the Bells", komen prominent in de film voor, evenals het themalied van de film "Somewhere in My Memory".

## Tracklijst
Alle nummers geschreven en gedirigeerd door John Williams, tenzij anders aangegeven.

| 1.                 | Theme from Home Alone ("Somewhere in My Memory") (tekst: Leslie Bricusse, muziek: John Williams) |                       | 4:53 |
| 2.                 | Holiday Flight                                                                                   |                       | 0:59 |
| 3.                 | The House                                                                                        |                       | 2:27 |
| 4.                 | Star of Bethlehem                                                                                |                       | 2:51 |
| 5.                 | Man of the House                                                                                 |                       | 4:32 |
| 6.                 | White Christmas                                                                                  | The Drifters          | 2:40 |
| 7.                 | Scammed by a Kindergartener                                                                      |                       | 3:55 |
| 8.                 | Please Come Home for Christmas                                                                   | Southside Johnny Lyon | 2:41 |
| 9.                 | Follow That Kid!                                                                                 |                       | 2:03 |
| 10.                | Making the Plane                                                                                 |                       | 0:57 |
| 11.                | O Holy Night ("Cantique de Noël") (Adolphe Adam)                                                 |                       | 2:48 |
| 12.                | Carol of the Bells (Mykola Leontovych)                                                           |                       | 1:24 |
| 13.                | Star of Bethlehem (Bricusse, Williams)                                                           |                       | 2:59 |
| 14.                | Setting the Trap                                                                                 |                       | 2:12 |
| 15.                | Somewhere in My Memory (Bricusse, Williams)                                                      |                       | 1:04 |
| 16.                | The Attack on the House                                                                          |                       | 6:53 |
| 17.                | Mom Returns and Finale                                                                           |                       | 4:19 |
| 18.                | Have Yourself a Merry Little Christmas                                                           | Mel Tormé             | 3:06 |
| 19.                | We Wish You a Merry Christmas/End Title (Traditioneel, Williams)                                 |                       | 4:15 |
| Totale duur: 56:58 |                                                                                                  |                       |      |

## Hitnoteringen

### NPO Klassiek Filmmuziek Top 200
| Home Alone in de NPO Klassiek Filmmuziek Top 200 | Home Alone in de NPO Klassiek Filmmuziek Top 200 | Home Alone in de NPO Klassiek Filmmuziek Top 200 | Home Alone in de NPO Klassiek Filmmuziek Top 200 |
| Jaar                                             | 2023                                             | 2024                                             | 2025                                             |
| ------------------------------------------------ | ------------------------------------------------ | ------------------------------------------------ | ------------------------------------------------ |
| Positie                                          | 93                                               | 97                                               | 92                                               |